# Antoni Daniel (polityk)
Antoni Daniel (ur. 11 października 1920 w Dębie, zm. 1974) – polski inżynier urządzeń sanitarnych i działacz komunistyczny, poseł na Sejm PRL IV i V kadencji.

## Życiorys
Syn Mateusza i Marii. Przed II wojną światową był tokarzem w hucie „Baildon” w Katowicach. Podczas okupacji niemieckiej wcielono go przymusowo do armii niemieckiej, z której zdezerterował. Od 1942 był zwiadowcą w Armii Czerwonej, a następnie walczył w 1 Korpusie Polskich Sił Zbrojnych w Związku Radzieckim, w Batalionie Szturmowym (wojska powietrznodesantowe). Przydzielony został potem do współpracy z ruchem oporu, po czym został oddelegowany do dyspozycji dowództwa sztabu 1 Frontu Białoruskiego. Powrócił potem Batalionu Szturmowego, służąc w nim do zakończenia II wojny światowej, a po jej wcieleniu do Korpusu Bezpieczeństwa Wewnętrznego, do grudnia 1956 służył w tej instytucji, pełniąc szereg funkcji. Jednocześnie od 1946 działał w Polskiej Partii Robotniczej, z którą w 1948 przystąpił do Polskiej Zjednoczonej Partii Robotniczej. Po demobilizacji wrócił do Katowic, ponownie podejmując pracę w hucie Baildon, gdzie był kierownikiem gospodarki narzędziowej, a potem kierownikiem wydziału remontowego. Ukończył także Technikum Mechaniczne w Gliwicach oraz studia zaoczne na Politechnice Śląskiej, uzyskując tytuł inżyniera urządzeń sanitarnych. W latach 1960–1961 był I sekretarzem podstawowej organizacji partyjnej PZPR oraz sekretarzem ds. organizacyjnych Komitetu Zakładowego partii w hucie Baildon, a od 1961 do 1962 instruktorem Wydziału Rolnego Komitetu Powiatowego PZPR w Bielsku-Białej. Pełnił także funkcję sekretarza, a od 1964 wiceprzewodniczącego Zarządu Głównego Związku Zawodowego Hutników.
W 1965 i 1969 uzyskiwał mandat posła na Sejm PRL w okręgu Zawiercie i Gliwice. Przez dwie kadencje był zastępcą przewodniczącego Komisji Przemysłu Ciężkiego, Chemicznego i Górnictwa. Ponadto w trakcie IV kadencji zasiadał w Komisji Oświaty i Nauki, a w trakcie V w Komisji Handlu Zagranicznego.

## Odznaczenia
- Krzyż Srebrny Orderu Virtuti Militari
- Złoty Krzyż Zasługi
- Krzyż Partyzancki
- Srebrny Krzyż Zasługi
- Srebrny Medal „Siły Zbrojne w Służbie Ojczyzny”
- Brązowy Medal „Siły Zbrojne w Służbie Ojczyzny”
- Medal 10-lecia Polski Ludowej
- Odznaka 1000-lecia Państwa Polskiego (1966)[2]